# Luigi Cortile
Luigi Cortile (Nola, 8 aprile 1898 – Campo di concentramento di Melk, 9 gennaio 1945) è stato un militare e partigiano italiano, maresciallo maggiore della Guardia di Finanza decorato di Medaglia d'oro al merito civile e di Medaglia di Giusto tra le Nazioni alla memoria per il suo comportamento durante la seconda guerra mondiale.

## Biografia
Nacque a Nola in provincia di Napoli   l'8 aprile 1898, figlio di Pasquale e di Stella Tuccillo. Si arruolò nella Regia Guardia di Finanza il 21 febbraio 1917, in piena prima guerra mondiale, il 1 ottobre dello stesso anno fu mobilitato con l’XI Battaglione operante nei Balcani. Dopo il conflitto frequentò la Scuola sottufficiali di Caserta dalla quale uscì con il grado di sottobrigadiere il 10 settembre 1919, iniziando una carriera che l'avrebbe portato a prestare servizio presso la Legione di Genova a partire dal 1º ottobre dello stesso anno, passando poi come addetto ai servizi di Volante, e nel 1923 alla Polizia Tributaria Investigativa.
Promosso Maresciallo capo il 1 dicembre 1930, si trasferì presso la Legione di Milano in forza al locale nucleo di Polizia Tributaria. Divenuto addetto al Servizio Sedentario a partire dal 1º giugno 1935, fu nominato “Reggente” della Dogana di confine di Clivio, e il 7 gennaio 1936 fu promosso al grado di maresciallo maggiore.
Alla data della firma dell'armistizio dell'8 settembre 1943 si trovava a Clivio, ed in seguito all’occupazione tedesca della provincia di Varese, entrò a far parte della Resistenza collaborando con l'organizzazione umanitaria riconducibile a Don Gilberto Pozzi, parroco del paese, particolarmente attiva  nel favorire il passaggio in Svizzera dei profughi ebrei e dei perseguitati dai nazifascisti.
Arrestato dai tedeschi l'11 agosto 1944 fu tradotto prima nel carcere di Varese e, poi, a Milano. Da San Vittore, il sottufficiale fu trasferito, il 17 ottobre, al Campo di transito di Bolzano e di qui, il mese dopo, a Mauthausen. Morì nel sottocampo di Melk il 9 gennaio 1945.
Il 16 giugno 2006 il Presidente della Repubblica, Giorgio Napolitano, ha concesso alla memoria di Luigi Cortile la Medaglia d'oro al merito civile.
Nel settembre 2018 gli è stata intitolata la nuova sede della Guardia di Finanza di Gallarate.
In data 5 settembre 2022 dopo anni di approfondite indagini, al maresciallo Cortile lo Yad Vashem di Gerusalemme ha deciso di conferire il riconoscimento più alto: il titolo di Giusto tra le Nazioni. A entrare nel libro dei Giusti è anche Nella Molinari, una donna di Clivio che faceva parte della rete di soccorsi.